# Опацкий, Леонид Петрович
Опацкий Леонид Петрович (1862 — после 1917) — офицер Российского императорского флота, участник Русско-японской войны, обороны Порт-Артура, командир минного крейсера «Всадник» и морского десанта с кораблей Первой Тихоокеанской эскадры, Георгиевский кавалер, контр-адмирал.

## Биография
Опацкий Леонид Петрович родился 24 июня 1862 года в семье флотского офицера капитан-лейтенанта Петра Людвиговича Опацкого (с 1885 года контр-адмирал) и его жены Марии Александровны. В семье было шесть детей: сыновья — Леонид, Михаил, Николай, Александр, дочери — Александра и Вера.
В службе с 1880 года. В 1882 году окончил Морское училище, в 1883 году произведён в мичманы. Служил на Балтийском флоте. В 1889 году окончил в Кронштадте Артиллерийский офицерский класс Морского ведомства. В 1884 году находился в заграничном плавании на миноносце «Ревель». 10 июля 1900 года назначен старшим офицером минного транспорта «Енисей». В 1901 году произведён в лейтенанты с денежным содержанием капитан-лейтенанта по цензу. С 16 июня 1903 года командовал миноносцем «Внушительный». 1 января 1904 года произведён в капитаны 2-го ранга.

### Участие в русско-японской войне

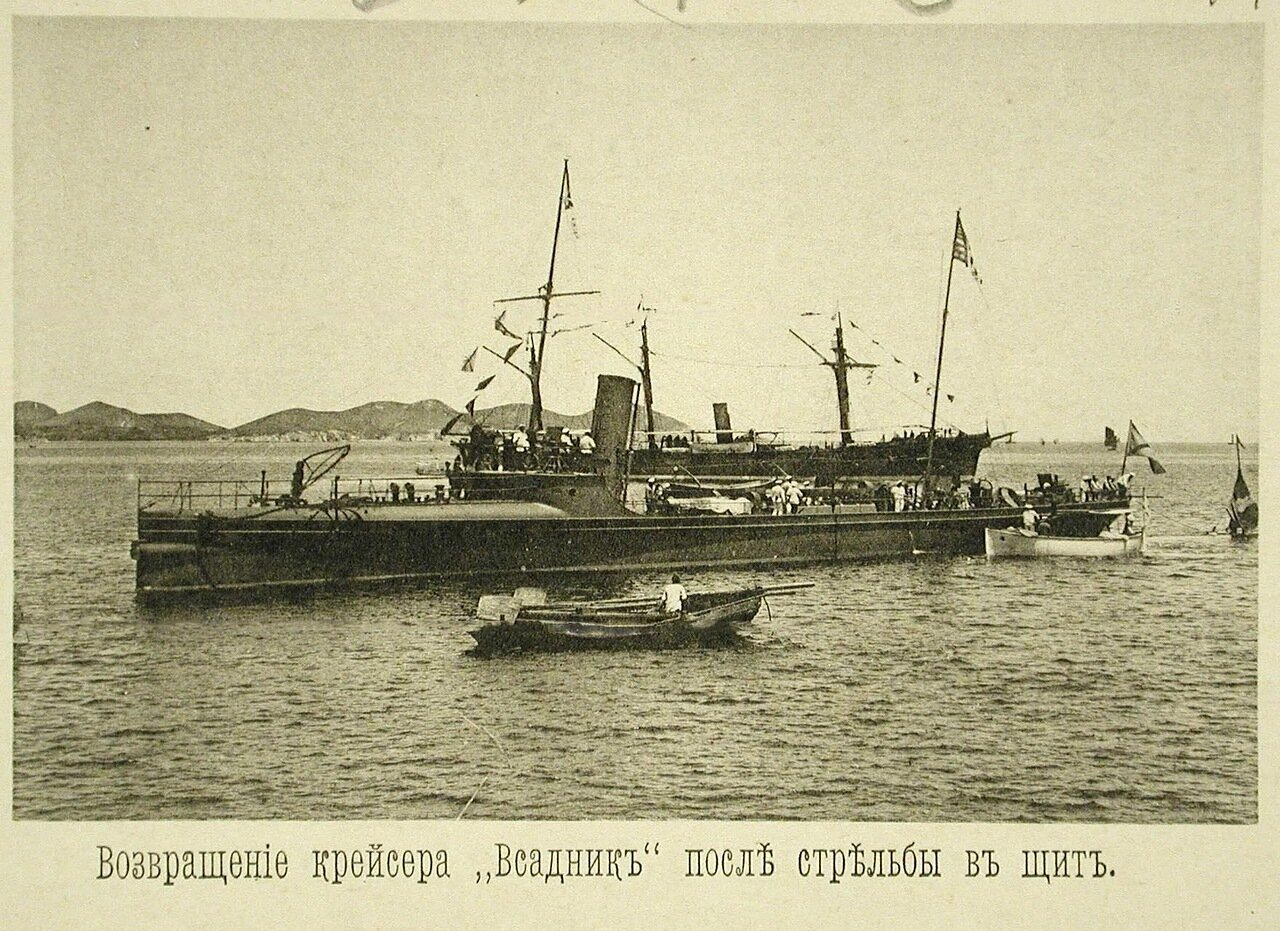
Минный крейсер «Всадник»

Участник русско-японской войны. С 22 мая 1904 года — временно исполнял должность командира минного крейсера «Всадник». Командуя «Всадником» принял участие в действиях флота по обороне Порт-Артура, с конца августа одновременно был командиром морского десанта, в состав которого входили семь рот с разных кораблей Первой Тихоокеанской эскадры. 11 октября 1904 года «за траление неприятельских мин на рейде Порт-Артура» награждён орденом Святой Анны 2 степени с мечами. 2 декабря 1904 года минный крейсер «Всадник» затонул на внутреннем рейде Порт-Артура от попаданий японских снарядов. 1 января 1905 года Опацкий убыл из Порт-Артура с отчислением от должности. 10 января 1905 года награждён Золотой саблей с надписью «За храбрость», а 8 июля 1907 года — орденом Святого Георгия 4-й степени.
В феврале 1905 года переведён на Балтийский флот. В апреле 1906 года уволен в шестимесячный отпуск на основании Высочайшего соизволения. В 1907—1908 годах командовал мореходной канонерской лодкой «Грозящий». 6 декабря 1908 года произведен в капитаны 1 ранга. Затем служил в Сибирской флотилии, в октябре 1910 года переведён на Балтику. Был помощником командира Школы машинных квартирмейстеров 2-го Балтийского флотского экипажа, с октября 1911 года по август 1912 года — помощником инспектора машинных команд Балтийского флота. С 5 августа по 17 декабря 1912 года командовал крейсером «Аврора».
17 декабря 1912 года произведён в контр-адмиралы с увольнением от службы, с мундиром и пенсиею с зачислением в морское ополчение по Петербургской губернии. На 1917 год проживал в Петрограде. Дальнейшая судьба неизвестна.

## Награды
Контр-адмирал Опацкий Леонид Петрович был награждён орденами и медалями Российской империи:
- орден Святого Станислава 3-й степени (1894);
- орден Святой Анны 3-й степени (06.12.1898);
- орден Святого Станислава 2-й степени (06.12.1901);
- орден Святой Анны 2-й степени с мечами (11.10.1904);
- Золотое оружие «За храбрость» (10.01.1905),
- орден Святого Владимира 4-й степени с бантом за 20 кампаний (1905);
- орден Святого Георгия 4-й степени (08.07.1907);
- Серебряная медаль «В память царствования императора Александра III» (1896);
- Серебряная медаль «В память русско-японской войны» (1906);